# The Windmills of Your Mind
The Windmills of Your Mind är en låt komponerad av den franske kompositören Michel Legrand, med engelsk text av låtskrivarparet Alan och Marilyn Bergman. Låten skrevs speciellt för filmen Äventyraren Thomas Crown 1968 där den framförs av sångaren Noel Harrison. Inspelningen kom att tilldelas en Oscar för bästa sång.
Harrisons originalversion blev en singelhit i några länder 1969, men i USA och Kanada var det istället Dusty Springfields version från albumet Dusty in Memphis som gick bäst. Den har också framförts av José Feliciano. 
Peter Himmelstrand skrev en svensk text till melodin med titeln "Mellan dröm och verklighet". Denna har spelats in av bland andra Björn Skifs (1969) och Lill Lindfors (1970).

## Listplaceringar
| Lista (1969)   | Position          |
| -------------- | ----------------- |
| Frankrike      | 76                |
| Nya Zeeland    | 17                |
| Storbritannien | 8                 |
| Sverige        | 11 (Kvällstoppen) |